# 天人相应
天人相应的理论基础是“天人合一”。古代中国哲学、中医等认为“天道”和“人道”是合一的。
天人相应最重要的体现是合于"气"。中医《素问·微旨大论》提出"气交"的概念："言天者求之本，言地者求之位，言人者求之气交。曰：何谓气交？曰：上下之位，气交之中，人之居也。"  天地人三者是一气分布到不同领域的结果。"天枢之上，天气主之；天枢之下，地气主之；气交之分，人气从之，万物由之。"人与万物，生于天地气交之中，人气从之则生长壮老已，万物从之则生长化收藏。人虽有自身特殊的运动方式，但其基本形式--升降出入、阖辟往来，是与天地万物相同、相通的。

## 参看
- 天人感应
- 中医
- 儒家
- 道教
- 道家
- 内丹术